# مخطاط حركة المعدة عبر الأشعة المقطعية
التصوير المقطعي المُحوسب (بالإنجليزية: CT scan) لتخطيط حركة المعدة، أيضًا يسمى بتنظير المعدة الافتراضي (بالإنجليزية: VG)، هو إجراء غير غزوي لتحديد التشوهات المعَدِية ويتضمن تنظير وهمي للمعدة واختلاص الشفافية مما يزودنا بصور المقاطع العَرضية ذات المُسطحات المتعددة وصور لعملية تنظير المعدة وللجهاز الهضمي العلوي، كل ذلك في عملية واحدة لتحصيل البيانات ثم فرزها في جدول.
تستخدم مصادر أشعة سينية مُتعددة لتكوين صورة ثلاثية الأبعاد للعضو، مما يسمح بتحديد أماكن التشوهات غير السوية، خاصةً المراحل الأولية من سرطان المعدة.

## الميزات
سريع وغير باضِع، بالإضافة أن القدرة على إظهار التشوهات على عدة مستويات تزيد الموثوقية وتساعد على تشخيص أفضل للآفة. يستعرف موضِع الغزو الورمي، العُقد اللمفية، والنمو السرطاني الثانوي في حالة الإصابة بسرطان المعدة. يمتاز تنظير المعدة الافتراضي بإعطاء مجال أكبر للرؤية مقارنةً بالتنظير التقليدي، حيث أنّ زاوية الكاميرا الافتراضية يمكن أن تُعدّل بجميع الاتجاهات، ويوفر إختلاص الشفافية معلومات مفيدة لرسم خرائط ما قبل الجراحة.

## دواعي الاستعمال
الكشف المبكر عن الأورام المعدية، فالتنظير الافتراضي للمعدة يسمح بتحديد التغيرات المُخاطية الدقيقة والتفريق بين الآفات المخاطية وما تحت الغشاء المُخاطي بنفس الطريقة التقليدية لتنظير المعدة. تستخدم لفحص التشوهات المعدية، كَالفتق الفرجي، التهاب المعدة السليلي والقُرحة. التقييم بعد العمل الجراحي للمعدة.

## التقنية
يُطلب من المريض أن يصوم لمدة لا تقل عن ثمان ساعات قبل إجراء الاختبار، ويُبدأ بحقنه أو شربه لمادة تباينية إن لم يكن هناك موانع إستمعال كإرتفاع ضغط العين أو عدم انتظام نبض القلب أو إنسداد في المجرى البولي، ويطلب من المريض خلع المجوهرات، الحلي، الأحذية والدبابيس لأنها قد تؤثر سلباً على الفحص. التمدد المعوي، فالتمدد الأمثل للمعدة هو شرط مُسبق أساسي لتقييم بيانات التصوير الطبقي المحوري للمعدة، جدار المعدة المُنخمص يمكن أن يمثل مرضًا أو اعتلال مُبهم مُستبطن مرضي.
تحصيل البيانات وتحليلها: إن الأشعة المقطعية التفرّسية تُنفذ بشكل مثالي حين نستخدم التصوير المقطعي متعدد المكشاف (بالإنجليزية: MDCT) يُرافقه إيزاء رقيق. تفسير البيانات باستخدام النظام ثنائي وثلاثي الأبعاد يساعد في عرض التقويم المخصوص. وبعد الانتهاء من معالجة الصورة الناتجة، يتم إضافة الألوان إليها بهدف تسهيل التمييز بين الأعضاء المختلفة.